# Stromness (Escòcia)

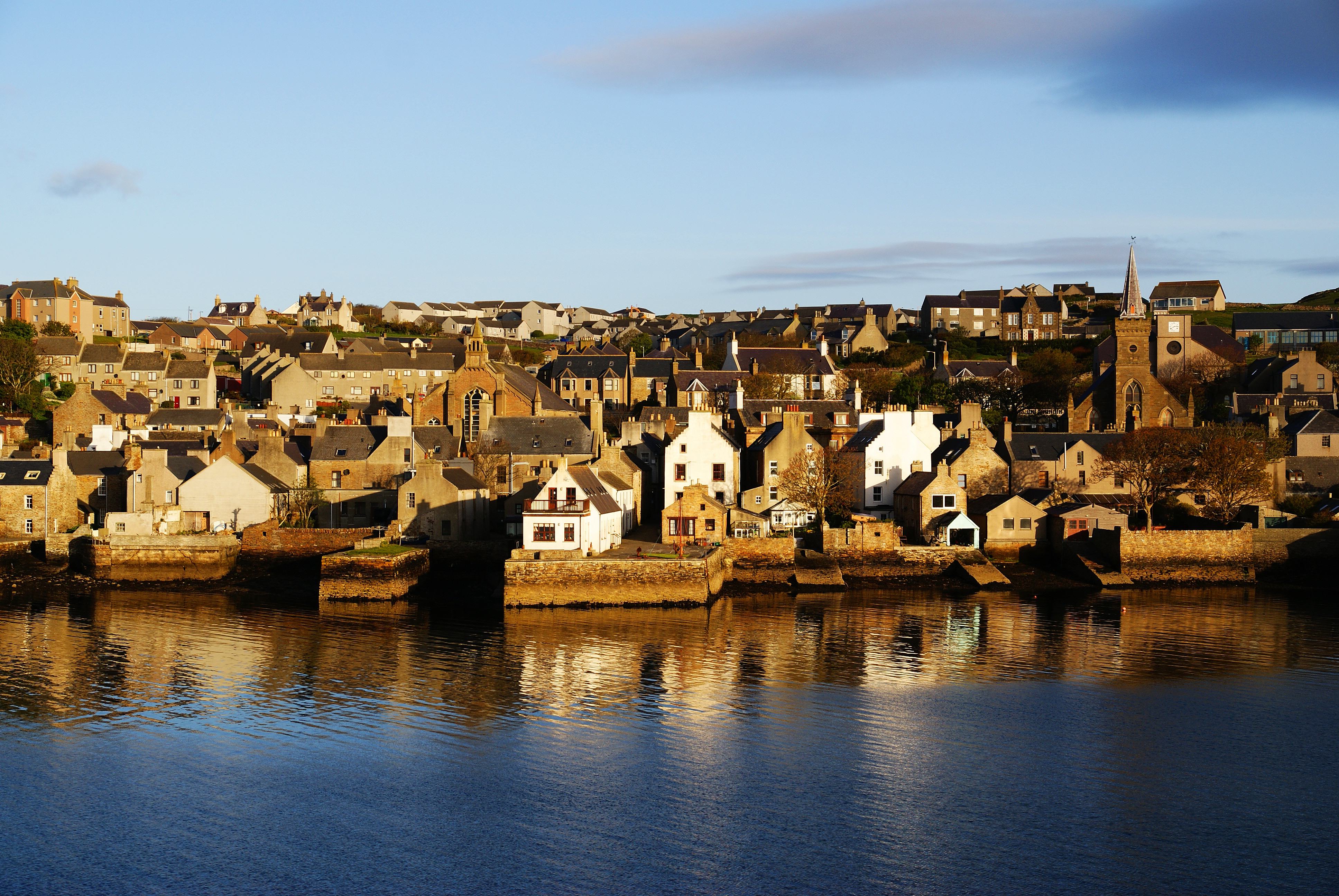
Stromness

Stromness és la segona població amb més habitants de les illes Òrcades, a Escòcia, i una parròquia civil escocesa. El nom en escocès (scots) és Strumnis

## Etimologia
El nom de "Stromness" prové de l'antic nòrdic Straumsnes. Straum fa referència a les fortes marees que es presenten a l'altura de Ness pel Hoy Sound, al sud de la població. Ness significa "promontori". Stromness, per tant, vol dir "promontori que entra a dins del corrent de la marea". En temps del vikings, l'ancoratge on ara hi ha Stromness s'anomenava Hamnavoe, que significa "port pacífic" o "segur".

## Població

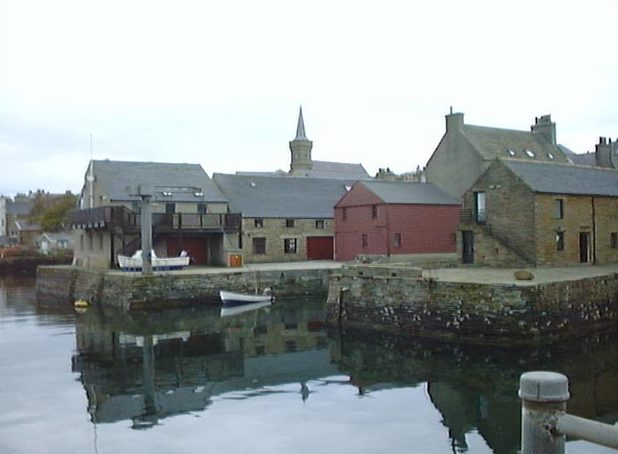
Port de Stromness (detall)

És un antic port de mar. Actualment té 2.190 habitants. Té un nucli antic amb un carrer principal flanquejat per cases i botigues fets de pedra del país. Un ferri l'uneix a Scrabster.
El primer registre escrit que esmenta aquesta població és del segle xvi. Stromness va esdevenir important al segle xvii, quan Anglaterra va entrar en guerra amb França i els vaixells no podien fer servir el canal de la Mànega. Els vaixells de la Companyia de la Badia de Hudson visitaven sovint Stromness com a flota balenera i molta gent de la zona es van convertir en comerciants, exploradors i mariners per a aquesta companyia. El Museu de Stromness reflecteix aquella època, i, per exemple, mostra una important col·lecció d'objectes antics dels baleners i eines dels inuit portades de Groenlàndia i de l'Àrtic canadenc. És força curiosa la decoració externa de molts edificis feta amb ossos de balena.

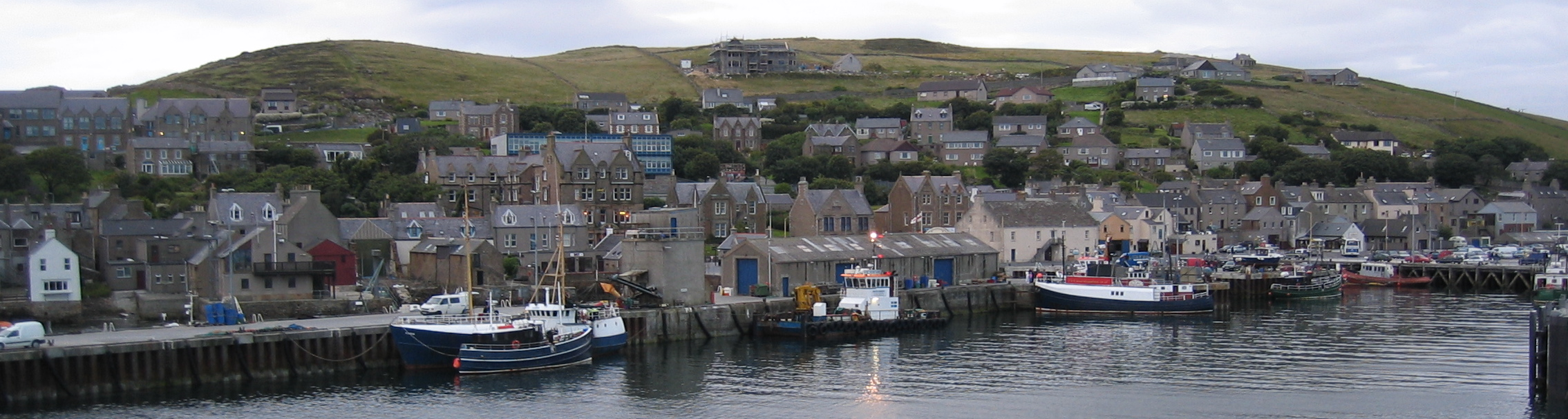
Port de Stromness (vista general)

## Parròquia civil
La parròquia civil de Stromness inclou les illes de Hoy i Graemsay, i una part de territori a l'illa de la Gran Bretanya. Al sud hi ha el llac de Stennes (Loch of Stenness).